# Hannes Taugwalder
Hannes Taugwalder (* 21. Dezember 1910 in Zermatt; † 8. November 2007 in Aarau) war ein Schweizer Schriftsteller, Kommunalpolitiker und Unternehmer.

## Leben
Taugwalder stammte aus dem Kanton Wallis. Er wuchs in bescheidenen Verhältnissen in Zermatt auf und erlitt eine Behinderung an der linken Hand. Trotzdem konnte er in Zürich eine Banklehre absolvieren und eine steile Karriere erklimmen: Er stand an der Spitze eines Warenhauses und einer Strickwarenfabrik. Bis in die 1980er Jahre fabrizierte er, mit seiner Firma Aroleid AG, selbst Damen- und Kinderkleider. 
Taugwalder schrieb Texte in Walliser Mundart und verfasste mit «Das verlorene Tal» (1979) und «Der verlorene Weg» (1982), «Einsamer Mond» (1990) und «Auf-Bruch» (1992) seine Autobiografie.
Sein politisches Engagement führte ihn als Mitglied der Bauern-, Gewerbe- und Bürgerpartei, die 1971 in der SVP aufging, in den Einwohnerrat der Stadt Aarau, dem er von 1970 bis 1973 angehörte, und in die Paritätische Kommission der Schweizerischen Konfektionsindustrie. Später trat er der FDP bei, und in seinen letzten Jahren war er parteilos.

## Ehrungen und Auszeichnungen
- Kulturpreis Zermatt
- Ehrung für kulturelle Tätigkeit in der Stadt Aarau
- Preis des Schriftstellerverbandes des Kantons Wallis
- 1. Preis Liederwettbewerb Stadt Aarau

## Werke
- Der brennende Busch. 1975
- Verimbrüf und imbri. 1976
- Es verfaat appe nid. 1978
- Gebete und Gedanken eines Ketzers. 1978
- Das verlorene Tal. 1979
- Firngeflüster. 1980
- Glasscherben. 1981
- Der verlorene Weg. 1982
- Am biz fabulieru. Illustrationen von Fritz Hug. 1982
- Deich äbe. 1983
- Lass Flügel wachsen. 1983
- Das traurige Lächeln. 1983
- Gutenachtlaune. 1984
- Spinnfaden Seilschaft. 1985
- Der Wahrheit näher. Die Matterhorn-Katastrophe von 1965. 1985
- Räuber Jonathan. 1988
- Wäärli waar. 1989
- Einsamer Mond. 1990
- Auf-Bruch. 1990
- Nur Steine leben länger. 1990
- Ringel Reija mit dum Wii. 1991
- Auf-Bruch. 1992
- Beseeltes All. 1994
- Gespräch mit dem Schweigen. 1995
- Melodie der Schöpfung. 1996
- Wetterleuchten. 1998
- Kompass der Seele. 1999
- Ewiges Heimweh. 2000
- Erfahrungen mit dem Unfassbaren. 2004
- Vielleicht ist irgendwo ein Licht. 2007

Alle Werke sind im Glendyn Verlag in Aarau erschienen.